# Porc de Bayeux
Le porc de Bayeux, cochon de Bayeux, bayeusain ou porc de Longué est une des six dernières races porcines françaises dont l'origine remonte à la fin du XIXe siècle. Issue de croisements entre cochons normands et berkshire, la race se développe honorablement au début du XXe siècle, avant que les effectifs ne soient décimés lors du débarquement de Normandie. Un programme de sauvegarde est lancé en 1984, et les effectifs, qui restent modestes, sont en train de remonter légèrement grâce aux efforts de l'Institut Technique du porc et du livre généalogique des races locales de porc.
Le porc de Bayeux est un cochon blanc à taches noires de grande taille, aux oreilles légèrement pendantes. Il a de bonnes qualités maternelles, et est bien adapté à l'élevage en plein air. C'est de cette façon qu'il est le plus souvent élevé, pour produire notamment de la charcuterie, en Normandie, son terroir d'origine où il garde une certaine popularité.

## Origine
Le porc de Bayeux est originaire de Bessin dans le Calvados. Il est le fruit de croisements entre des truies locales normandes et des verrats anglais de race Berkshire (noirs avec les pieds et le nez blanc), ou craonnais, ces derniers étant à l'origine de la variante nommée « porc de Longué » que l'on rencontre en Maine-et-Loire. Le syndicat de la race de Bayeux, regroupant ces animaux somme toute assez similaires, est créé en 1928. Il siège dans la ville éponyme, dans le Calvados. Avant la Seconde Guerre mondiale, le porc de Bayeux est assez répandu dans les fermes normandes.
En 1944, la race est décimée lors du débarquement allié. Très peu d'animaux subsistent, et la race doit être réorganisée. Cela est effectivement fait dans les années 1960, mais à la suite de l'abandon de cinq producteurs le syndicat de la race est mis en sommeil en 1977. En 1984, l'Institut Technique du Porc (ITP) reprend les choses en main en intégrant la race à son programme de maintien des races locales. La race est agréée par le Ministère de l'Agriculture en 1999.
Aujourd'hui, le porc de Bayeux reste une race menacée, maintenue par quelques éleveurs, mais les effectifs augmentent très tranquillement, donnant espoir de la maintenir. On compte 30 verrats et 140 truies environ en 2021 chez quelques éleveurs.

## Description
Le porc de Bayeux est un porc de bonne taille : l'adulte mesure 90 cm au garrot et pèse 350 kg. Il a la robe blanche du normand avec des taches noires arrondies du Berkshire. Les soies forment des épis dorsaux bien apparents. Le dos est rectiligne et horizontal et la croupe assez large. Sa tête est légèrement concave, avec un front et un groin épais. Elle porte des oreilles minces assez longues, horizontales et bien tombantes. Le corps est allongé et épais, avec de bons aplombs et des membres fins et plutôt courts.

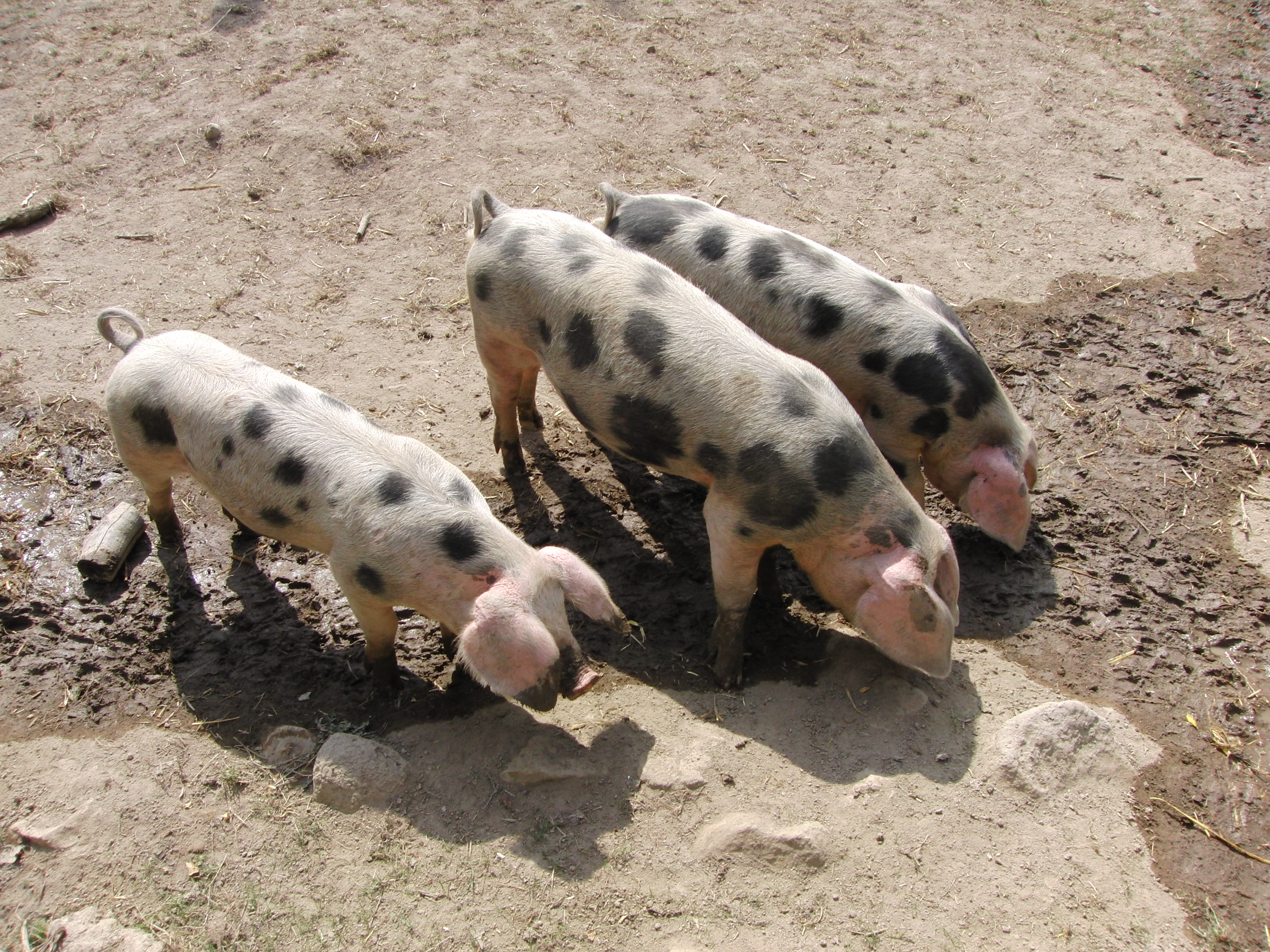
Trois porcelets de Bayeux.
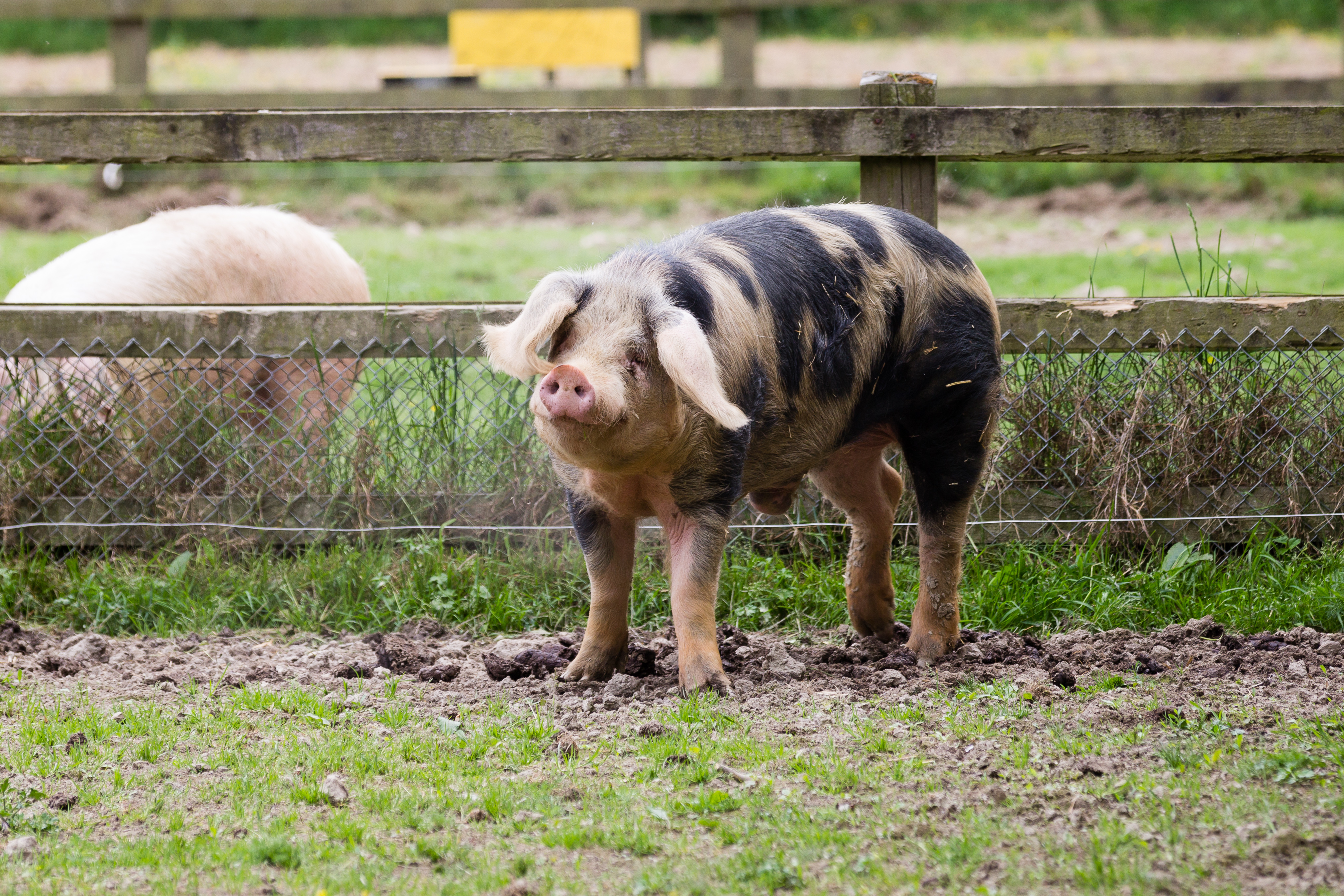
Mâle adulte.
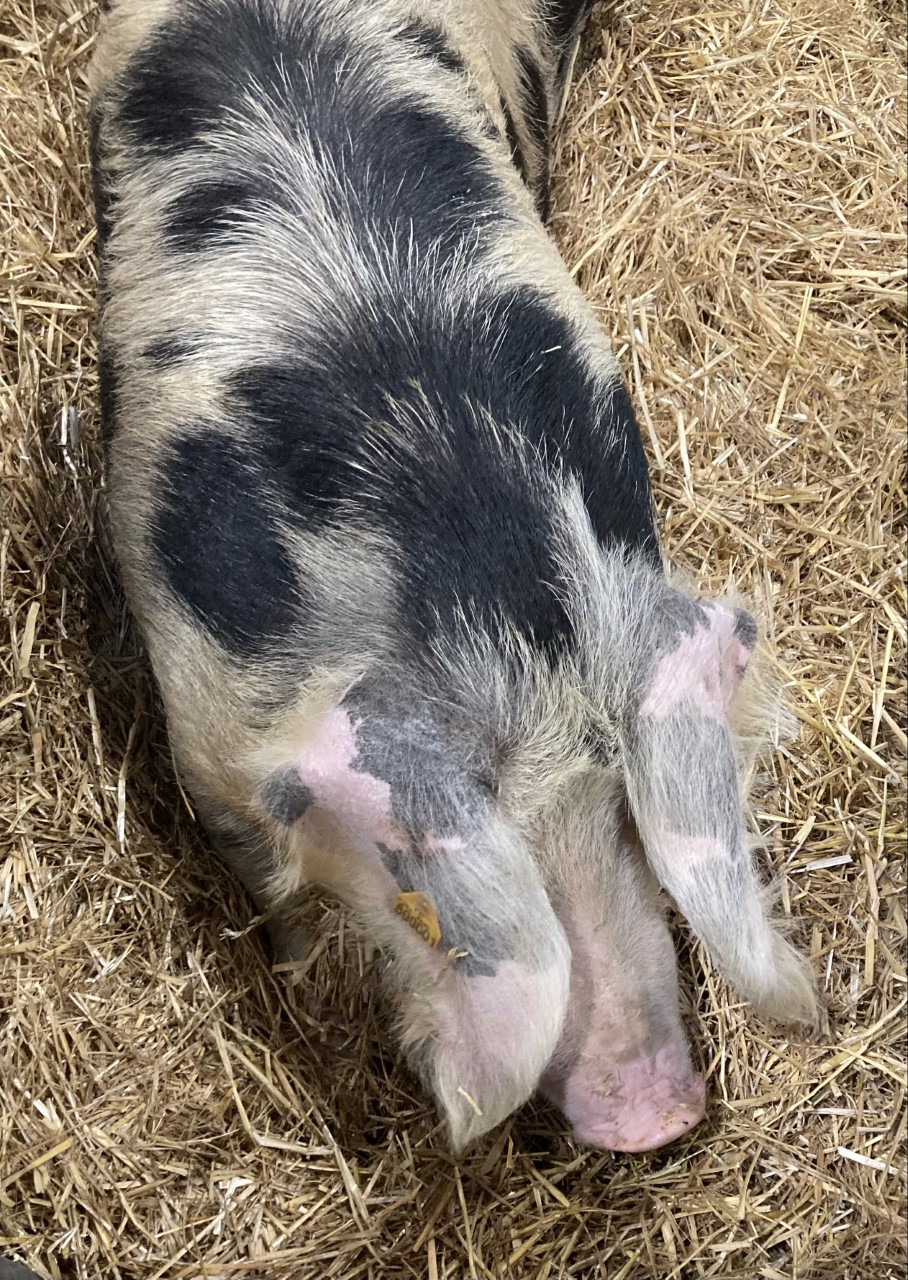
Taches sur le dos du porc de Bayeux.

## Aptitudes
Ces animaux rustiques avaient l'avantage de mieux s'adapter que la race normande à la vie en stabulation et surtout à l'alimentation au petit lait de fromagerie. Les anciens disaient qu'ils prenaient bien la graisse et qu'ils avaient une chair agréable. Aujourd'hui, ce sont les qualités intrinsèques de l'animal qui orientent le mode d'élevage et comme le porc de Bayeux a comme principale qualité (mais pas seulement) la rusticité, le bon sens commande qu'on l'élève en plein air.
Le porc de Bayeux est peu prolifique avec de 1 à 7 porcelets maximum par portée et a de bonnes qualités maternelles.  Sa chair est de très bonne qualité gustative, persillé, gouttue et parfaitement adaptée à la confection de charcuteries si bien nourri.

## Sélection
Le porc de Bayeux fait partie des premières races porcines françaises à être enregistrées officiellement lorsque se crée son syndicat en 1928. Cependant, les effectifs sont décimés durant le débarquement de Normandie et la race peine à repartir. En 1960 est tentée une restructuration du livre généalogique pour maintenir la race, mais en vain. Le syndicat est laissé de côté pendant quelque temps, avant que l'ITP ne lance son programme de sélection des races locales. En 1996, la race est intégrée au livre généalogique des races locales de porc (LIGERAL) qui la gère depuis lors.
La sauvegarde de la race est d'autant plus difficile qu'il reste très peu d'animaux, d'où une faible variabilité génétique et des risques de consanguinité. C'est pourquoi, en 1996, trois verrats de race Berkshire sont importés d'Angleterre pour accroître la variabilité génétique au sein de la race.
Pour plus d'infirmations contacter L'IFIP.

## Diffusion
L'aire géographique traditionnellement occupée par le porc de Bayeux est la Normandie, Haute et Basse (Calvados et Manche principalement), mais aussi une partie des Pays de la Loire (Maine-et-Loire et Vendée notamment) où il prend le nom de Porc de Longué. Après la Seconde Guerre mondiale, les effectifs ont décru et la race a failli disparaître. Ainsi, lorsque l'ITP lance son programme de conservation en 1984, il n'y a plus que 5 verrats et 15 truies dans 4 élevages. Les effectifs mettent quelque temps avant de repartir à la hausse : en 1991 on compte seulement 6 mâles et 19 femelles tenus par 19 éleveurs. Mais les années 1990 voient le succès du programme de sauvegarde, et en 2003 on trouve 55 verrats et 173 truies chez 42 éleveurs. La ferme-musée du Cotentin en montre au public. Les effectifs actuels sont répartis principalement en Normandie (25 éleveurs possèdent 37 verrats et 126 truies), et moindrement dans les Pays de la Loire (6 éleveurs détiennent 6 verrats et 23 truies). Quelques autres animaux sont disséminés à travers la France.

## Le porc de Bayeux dans la culture locale
Chaque automne, la ville de Bayeux organisait le Festival gourmand du cochon de Bayeux organisé par le Syndicat et la Confrérie Gourmande du Cochon de Bayeux. Ces festivités, preuve de l'attachement entre cette race et le terroir normand dont il est issu, étaient l'occasion de voir se tenir le concours interrégional du cochon de Bayeux. La Confrérie Gourmande du cochon de Bayeux a par ailleurs composé une chanson en son honneur :

C'est un cochon blanc, blanc à taches noires
Le cochon de Bayeux, venez tous le voir
Dans tout le pays,  y 'a pas plus fameux    
Notre préféré, c'est l'cochon de Bayeux
 Refrain de la chanson « La Bajocasse » 